# Parthenodes aequivocalis
Parthenodes aequivocalis là một loài bướm đêm trong họ Crambidae.